# 무한

## 언어적 의미
무한(無限, infinity)은 '수(數), 양(量), 공간, 시간 따위에 제한이나 한계가 없음'을 가리킨다. 이에 대해 수학에서는 '집합의 원소를 다 헤아릴 수 없음'으로 표현하기도하며 철학에서는 '시간이나 공간의 내부 부분이 한계가 있음에 대하여 선천적인 시간이나 공간 그 자체를 이르는 말'로 언급되기도 한다.

## 수학에서의 의미
수학에서 무한대(無限大)는 어떤 실수나 자연수보다도 더 큰 상태를 뜻한다. 무한은 기수와 서수를 뜻한다.

### 실해석학에서의 무한
주어진 수열 {\displaystyle a_{1},a_{2},a_{3},\cdots }에 대하여, 아무리 큰 수 {\displaystyle M}를 고르더라도 {\displaystyle a_{N},a_{N+1},a_{N+2},\cdots }이 모두 {\displaystyle M}보다 커지는 그러한 {\displaystyle N}을 찾을 수 있다면, 수열 {\displaystyle a_{n}}은 "무한대로 발산한다"고 하고 기호 {\displaystyle \infty }를 써서 나타낸다.
이곳에서 무한대는 수가 아니라 상태를 나타내는 것으로, 일반적인 실수체(real field, 모든 실수들의 집합)안에서는 두 개의 무한대를 더하거나 곱하는 등의 연산을 할 수는 없다. 그러나 {\displaystyle \pm \infty }를 포함시켜 콤팩트 집합의 성질을 갖도록 한 확장된 실수에서는 실수와 무한대와의 사칙연산 등을 정의하여 사용하기도 한다.

### 비표준 해석학에서의 무한
비표준 해석학에서는 다음과 같은 형태의 어떠한 것보다도 더 큰 수들을 포함한다.
{\displaystyle 1+1+\cdots +1}
이러한 수들을 ‘무한대(infinite)'라고 한다.또는 무한(infinity)이라고 한다. [[{\displaystyle \infty ]][[\pm }]]

### 성질
발산의 무한{\displaystyle \lim _{n\to 0}{1 \over n}=\infty }
극한의 수렴의 무한
{\displaystyle {\sqrt {2}}\times {\sqrt {2}}=1.999999999.........=\lim _{\infty }1.999999999.........=2}
이것은 0.999...에 자세히 나와 있다.

### 사칙연산
1÷3의 무한
1÷3=0.33333333333333...
계산기에 1÷3을 누르면 나누어 떨어지지 않고0.333333333...이런 식으로 반복된다.

### 원주율의 무한
(원주)÷(지름)=3.1415926535897932...등으로 끝없이 이어진다.따라서 3 또는 3.14로 줄여쓴다.

## 수학
- 일, 십, 백, 천, 만, 억, 조, 경, 해, 자, 양, 구, 간, 정, 재, 극, 항하사, 아승기, 나유타, 불가사의, 무량대수, 겁, 구골, 구골플렉스, 무한대

- 원주율은 무리수이다.

- 자연로그의 밑은 무리수이다.

- {\displaystyle \infty }을 {\displaystyle \infty }로 곱해도 {\displaystyle \infty }이다.

## 과학
홍해파리는 늙어 죽지 않는다

## 같이 보기
- 급수
- 극한
- 유한
- 무한소
- 유클리드의 정리